# Epicauta aterrima
Epicauta aterrima is een keversoort uit de familie van oliekevers (Meloidae). De wetenschappelijke naam van de soort is voor het eerst geldig gepubliceerd in 1825 door Klug.